# Romana (Vorname)
Romana ist ein weiblicher Vorname.

## Herkunft
Romana kommt aus dem romanischen Sprachraum und heißt ins Deutsche übersetzt „die Römerin“.
Die männliche Form von Romana lautet Roman. Eine Ableitung von Romana ist Romina (Verkleinerungsform, bedeutet etwa: „die kleine Römerin“). Romina ist auch die verlängerte Form von Mina.

## Namenstag
Der Namenstag für Romana ist der 23. Februar, der Feiertag der heiligen Romana von Todi, nach einigen Quellen auch der 9. August.

## Bekannte Namensträgerinnen
Romana
- Romana Acosta Bañuelos (1925–2018), US-amerikanische Geschäftsfrau, Bankerin und Regierungsbeamtin
- Romana Carén (* 1979), österreichische Filmemacherin, Schauspielerin und Gesangslehrerin
- Romana Deckenbacher (* 1967), österreichische Hauptschullehrerin, Gewerkschaftsfunktionärin und Politikerin
- Romana Ganzoni (* 1967), Schweizer Schriftstellerin, mehrsprachige Autorin
- Romana Jerković (* 1964), kroatische Medizinerin und Politikerin (SDP)
- Romana Jordan (* 1966), slowenische Politikerin (Slovenska demokratska stranka)
- Romana Kayser (* 1987), Schweizer Beachvolleyballspielerin
- Romana Labounková (* 1989), tschechische Radrennfahrerin
- Romana Maláčová (* 1987), tschechische Leichtathletin (Stabhochsprung)
- Romana Menze-Kuhn (* 1957), deutsche Malerin und Installationskünstlerin
- Romana Pavliša (* 1991), kroatische Musikerin (Gesang, Querflöte – Pop- und Worldmusic)
- Romana Schrempf (* 1986), österreichische Biathletin und Skilangläuferin
- Romana Slavinec (* 1990), österreichische Duathletin und Triathletin
- Romana Tabák (* 1991), ehemalige slowakische Tennisspielerin und heutige Politikerin
- Romana Tedjakusuma (* 1976), indonesische Tennisspielerin
- Romana Tomc (* 1965), slowenische Politikerin der Slowenischen Demokratischen Partei
- Romana Vaccaro (1956–2024), tschechisch-deutsche Opernsängerin (Sopran)

Romina
- Romina Basso (* ?), italienische Mezzosopranistin, auf Barockmusik spezialisiert
- Romina Becks (* 1987), deutsche Schauspielerin, Fernsehmoderatorin und Model
- Romina Bell (* 1993), österreichische Fußballspielerin
- Romina Burgheim (* 1987), deutsch-rumänische Fußballspielerin
- Romina Demetz (* 1980), italienische Biathletin
- Romina Dreisch (* 1978), argentinische Handballspielerin
- Romina Espinosa (* 1988), US-amerikanische Schauspielerin, Sängerin und Autorin
- Romina Grillo (* 1984), italienische Architektin
- Romina Holz (* 1988), deutsche Fußballspielerin
- Romina Johnson (* 1973), italienische, in London lebende R&B-, Soul-, UK-Garage- und 2-Step-Sängerin
- Romina Küper (* 1992), deutsche[3] Schauspielerin
- Romina Kuffner (* 1992), deutsche Fußballspielerin
- Romina Langenhan (* 1985), deutsche Schauspielerin, Fernsehmoderatorin und Sprecherin
- Romina Di Lella (* 1982), deutsch-italienische Schauspielerin und Sängerin
- Romina Masolini (* 1976), italienische Snowboarderin
- Romina Núñez (* 1994), argentinische Fußballspielerin
- Romina Oprandi (* 1986), schweizerisch-italienische Tennisspielerin
- Romina Pleschko (* 1983), österreichische Schriftstellerin
- Romina Pourmokhtari (* 1995), schwedische Politikerin der Liberalerna
- Romina Power (* 1951), italienisch-US-amerikanische Sängerin und Schauspielerin